# Indie na Zimowych Igrzyskach Olimpijskich 1988
Indie na Zimowych Igrzyskach Olimpijskich 1988 w Calgary reprezentowało troje zawodników, którzy wystartowali w narciarstwie alpejskim.
Był to trzeci start Indii na zimowych igrzyskach olimpijskich (poprzednie to 1964, 1968).

## Kadra

### Narciarstwo alpejskie

#### Mężczyźni
| Zawodnik   | Konkurencja       | Konkurencja              | Konkurencja              | Konkurencja              |
| Zawodnik   | Slalom specjalny  | Slalom specjalny         | Slalom specjalny         | Slalom specjalny         |
| Zawodnik   | Czas 1. przejazdu | Czas 2. przejazdu        | Czas łączny              | Pozycje                  |
| ---------- | ----------------- | ------------------------ | ------------------------ | ------------------------ |
| Kishor Rai | 1:31,42           | 1:20,79                  | 2:52,21                  | 49.                      |
| Gul Dev    | Dyskwalifikacja   | nie ukończył konkurencji | nie ukończył konkurencji | nie ukończył konkurencji |

#### Kobiety
| Zawodniczka    | Konkurencja       | Konkurencja       | Konkurencja      | Konkurencja      |
| Zawodniczka    | Slalom specjalny  | Slalom specjalny  | Slalom specjalny | Slalom specjalny |
| Zawodniczka    | Czas 1. przejazdu | Czas 2. przejazdu | Czas łączny      | Pozycje          |
| -------------- | ----------------- | ----------------- | ---------------- | ---------------- |
| Shailaja Kumar | 1:26,98           | 1:25,29           | 2:52,27          | 28.              |